# Morski Dywizjon Artylerii Lekkiej
Morski Dywizjon Artylerii Lekkiej – polski pododdział artylerii z okresu kampanii wrześniowej

## Mdal w kampanii wrześniowej
Początek organizacji dywizjonu artylerii dla LOW wiąże się z faktem sprowadzenia do Gdyni z bazy Flotylli Pińskiej 4 armaty kal. 105 mm i 11 armat kal. 75 mm. Były to działa pochodzące z okresu I wojny światowej o znacznym stopniu zdekompletowania, zostały one wyremontowane w Warsztatach Portowych Marynarki Wojenne w Gdyni. Latem 1939 roku dysponując tymi armatami utworzono dywizjon artylerii lekkiej, w składzie trzech baterii: 1 – wyposażonej w 4 armaty polowe kal. 105 mm, 2 – z 4 armat polowych kal. 75 mm wz. 1897, 3 – z 3 armat polowych kal. 75 mm wz.1897. Dywizjon liczył ok. 300 żołnierzy, głównie pochodzących z rezerwy oraz kilkunastu oficerów i podoficerów pochodzących z Marynarki Wojennej, głównie Flotylli Pińskiej.
Zgodnie z decyzją dowódcy LOW, dywizjon został umieszczony na Kępie Oksywskiej, jedno stanowisko znajdowało się w pobliżu wsi Pogórze, drugie na wzgórzu pomiędzy wsiami Kosakowo a Suchy Dwór.
Po ataku Niemiec na Polskę dywizjon pozostawał na stanowiskach na Kępie Oksywskiej. Zaczął uczestniczyć w walka od 10 września 1939 roku, gdy oddziały niemieckie rozpoczęły atak na Kępę Oksywską. Walki zakończył w dniu 18 września 1939 roku, gdy zużyto wszystką amunicję do dział. Żołnierze dywizjonu dostali się do niewoli niemieckiej w dniu 19 września 1939 roku w momencie kapitulacji oddziałów Lądowej Obrony Wybrzeża.

## Obsada personalna
- Dowódca dywizjonu – mjr Władysław Kański
- Dowódca 1 baterii – kpt. mar. Józef Małkiewicz
- Dowódca 2 baterii – por. Eugeniusz Kloc
- Dowódca 3 baterii – por. Stanisław Głuszyk